# Durmuş Bayram
Durmuş Bayram (* 15. März 1986 in Moers) ist ein ehemaliger türkischer Fußballspieler, der auch die deutsche Staatsangehörigkeit besitzt.

## Vereinskarriere
Bayram spielte in der Jugend für den TV Asberg und den FC Schalke 04. Mit dem FC Schalke 04 gewann er 2005 den DFB-Junioren-Vereinspokal. Zur Saison 2005/06 wechselte er zu Çaykur Rizespor, wo er jedoch nur dreizehn Mal in der zweiten Mannschaft in der separaten A2 Ligi zum Einsatz kam. Bereits nach einem halben Jahr kehrte Bayram zum FC Schalke 04 zurück. Dort spielte er von nun an mit der zweiten Mannschaft in der Oberliga Westfalen. Im Sommer 2007 wechselte er zu Kayserispor, wo er einen Dreijahresvertrag unterschrieb. Am 22. September 2007 debütierte er in der Süper Lig, als er beim Spiel gegen Ankaraspor in der Startaufstellung stand. In der Saison 2007/08 wurde er mit Kayserispor türkischer Pokalsieger. Nach Ablauf seines Vertrags im Sommer 2010 war er zunächst vereinslos und schloss sich dann zur Saison 2011/12 Beypazarı Şekerspor an, die in der 2. Lig spielten. Im Sommer 2012 beendete er seine Karriere.

## Nationalmannschaftskarriere
Bayram absolvierte sechs Länderspiele für die türkische U21-Nationalmannschaft.

## Erfolge
- DFB-Junioren-Vereinspokal-Sieger: 2005
- Türkischer Pokal-Sieger: 2008
- Türkischer Supercup-Finalist: 2008